# Raïon d'Oust-Kan
Le raïon d'Oust-Kan (en russe : Усть-Канский район), ou aïmak d'Oozi-Kan (altaï méridional : Кан-Оозы аймак) est un raïon de la république de l'Altaï, en fédération de Russie. Son chef-lieu administratif est Oust-Kan.

## Géographie
Couvrant une superficie de 6 244 km2, le raïon d'Oust-Kan est le sicième plus grand raïon de la république de l'Altaï, recouvrant 6,7 % du territoire du sujet. Le raïon se trouve en Sibérie, et ainsi dans le district fédéral sibérien. Il est limitrophe au nord-est du raïon de Chebalino, à l'est du raïon d'Ongoudaï et au sud du raïon d'Oust-Koksa. De plus, il est frontalier au sud-ouest de la république du Kazakhstan, et au nord-ouest des raïons de la Tcharych et de Solonechnoïe du kraï de l'Altaï.

Paysages du raïon :
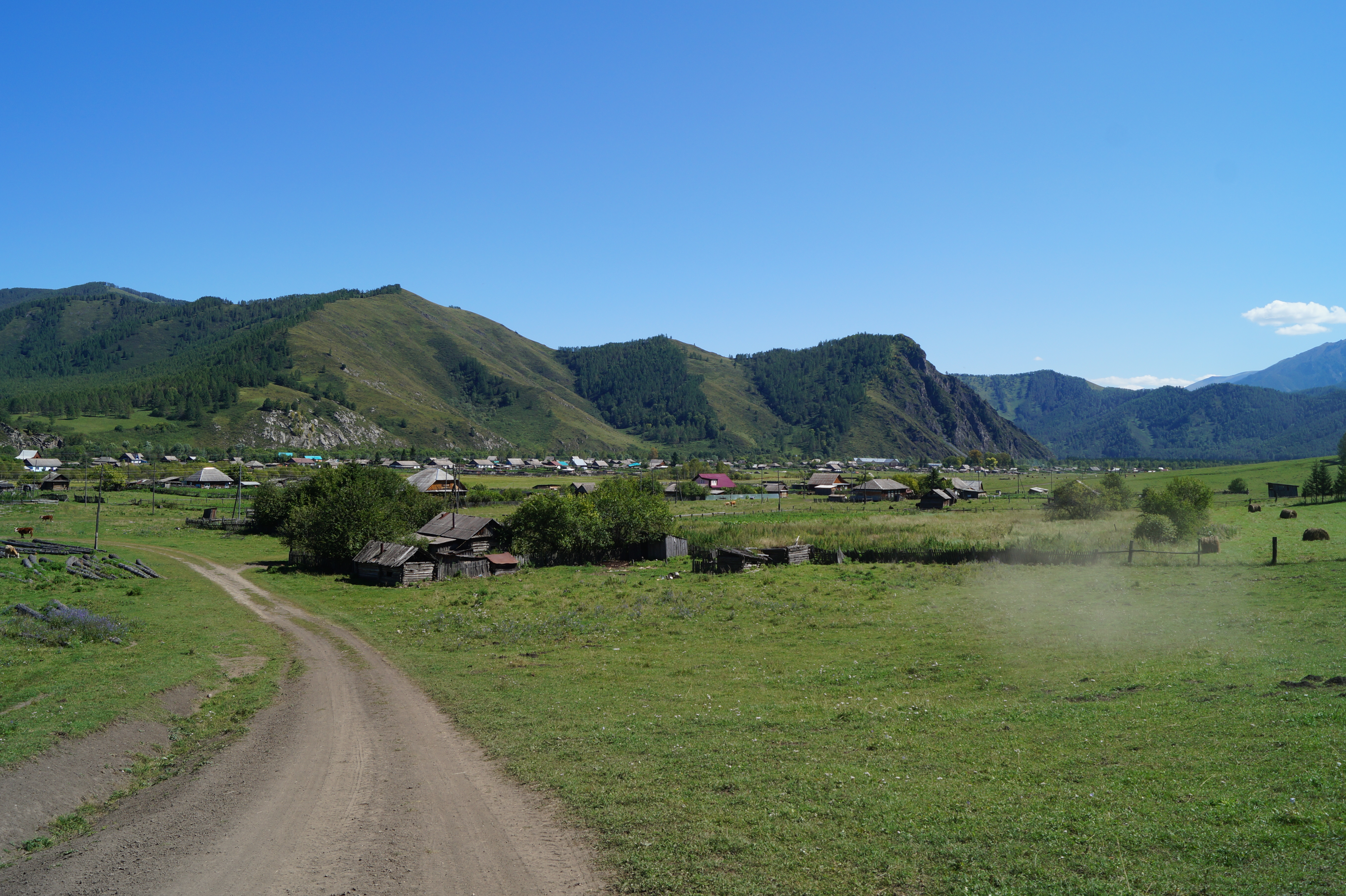
Le village de Korgon.
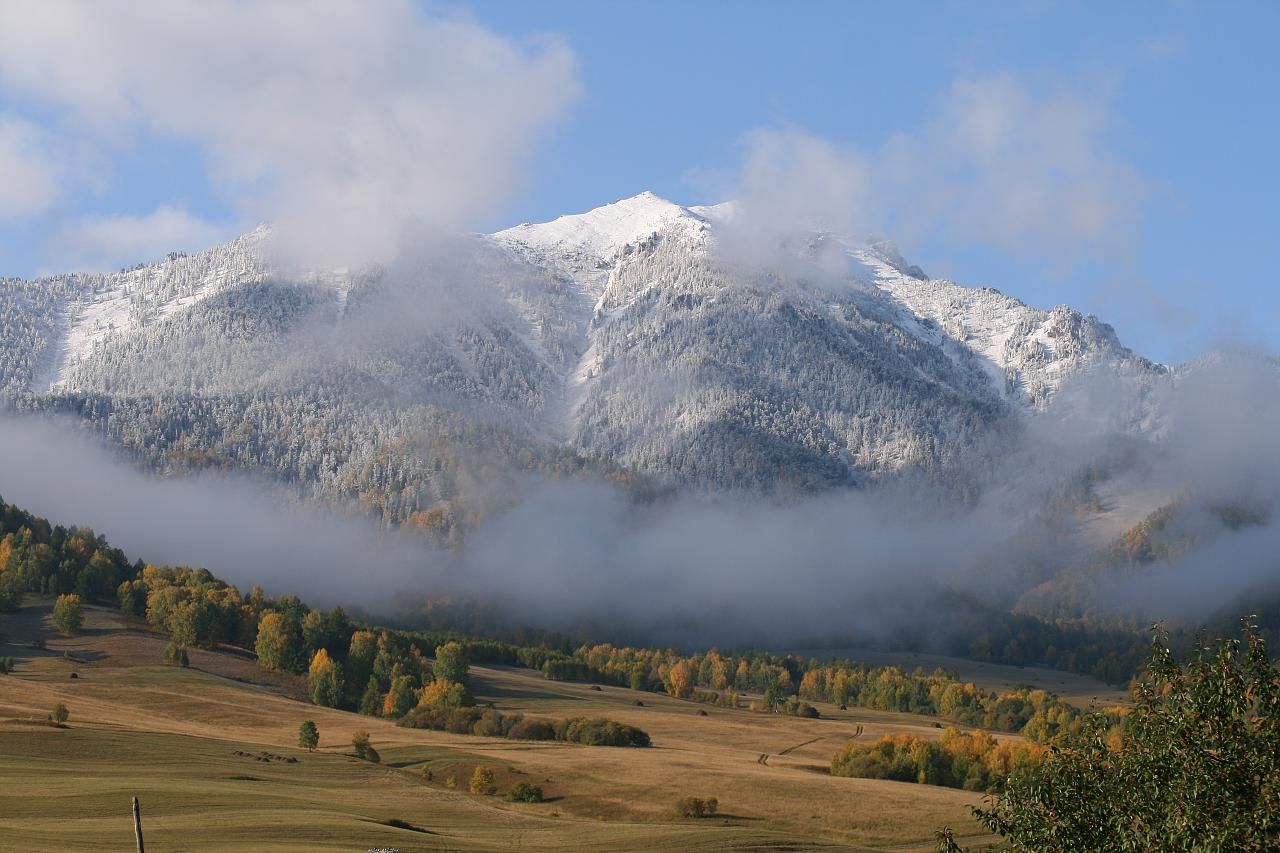
Une montagne de l'Altaï.
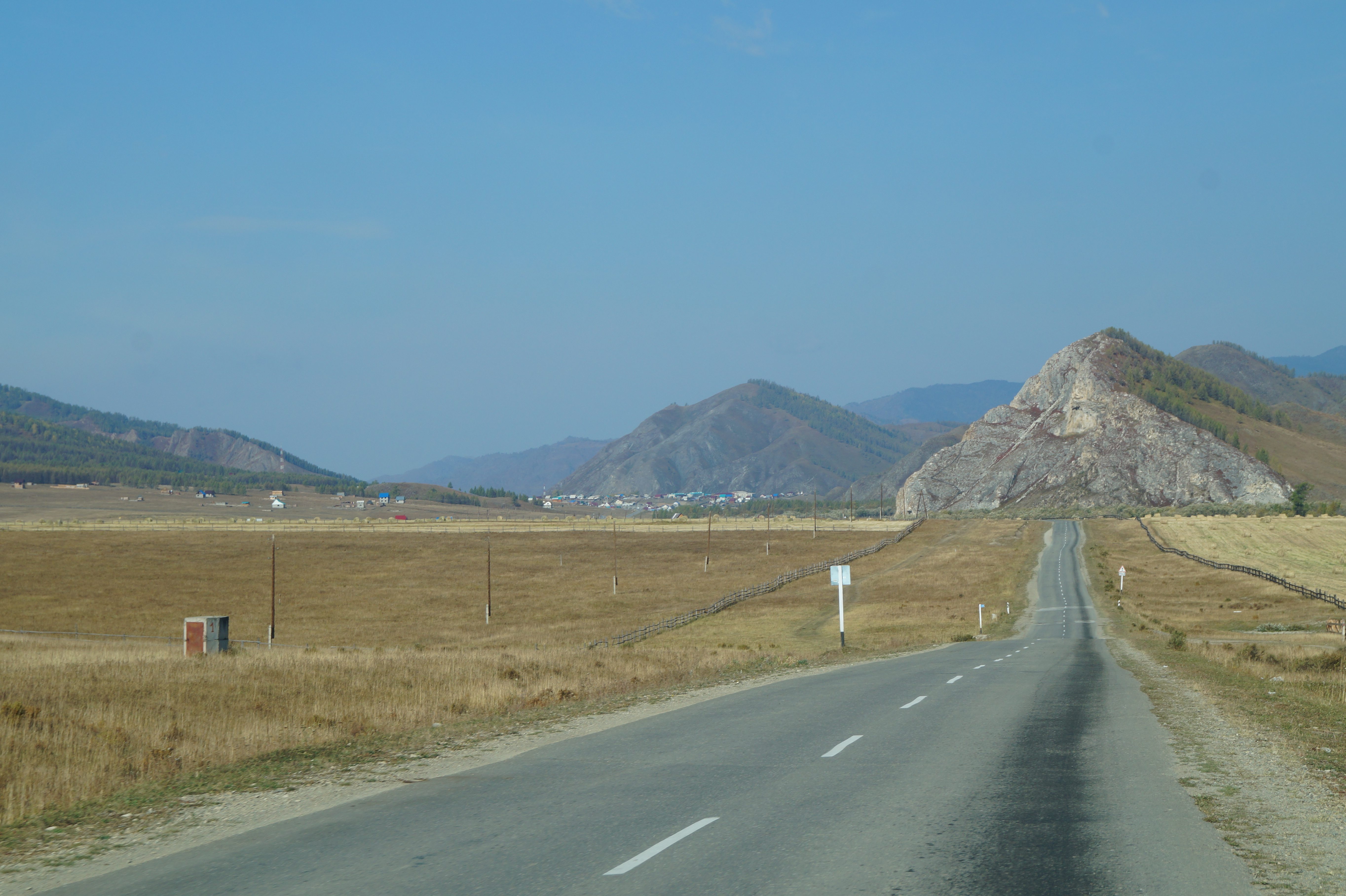
Steppe d'Oust-Kan.
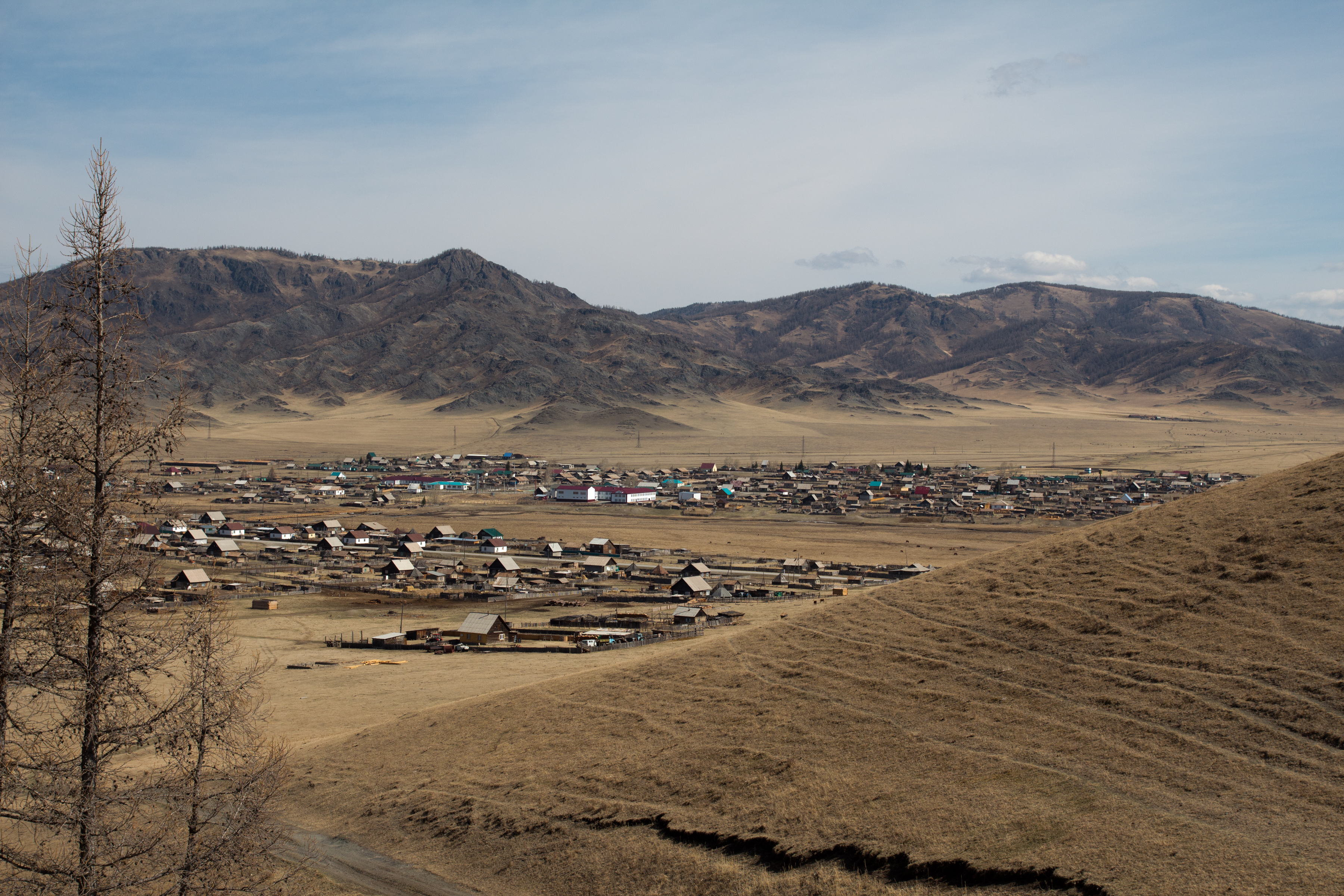
Village de Kyrlyk.

## Politique et administration

### Statut
Le raïon est un des dix raïons de la république de l'Altaï, dans le district fédéral sibérien. Il est un raïon municipal, et comporte ainsi plusieurs municipalités à l'intérieur de lui.

### Résultats électoraux
Le raïon se trouve dans la circonscription législative fédérale de l'Altaï (no 2).
| Scrutin             | 1er tour | 1er tour | 1er tour | 1er tour | 1er tour | 1er tour | 1er tour | 1er tour | 1er tour | 1er tour | 1er tour | 1er tour | 2d tour                  | 2d tour                  | 2d tour                  | 2d tour                  | 2d tour                  | 2d tour                  | 2d tour                  | 2d tour                  |
| Scrutin             | 1er      | 1er      | %        | 2e       | 2e       | %        | 3e       | 3e       | %        | 4e       | 4e       | %        | 1er                      | %                        | 2e                       | %                        | 3e                       | %                        | 4e                       | %                        |
| ------------------- | -------- | -------- | -------- | -------- | -------- | -------- | -------- | -------- | -------- | -------- | -------- | -------- | ------------------------ | ------------------------ | ------------------------ | ------------------------ | ------------------------ | ------------------------ | ------------------------ | ------------------------ |
| Présidentielle 2012 |          | ER       | 76,97    |          | KPRF     | 13,74    |          | LDPR     | 3,95     |          | SE       | 2,85     | Victoire au premier tour | Victoire au premier tour | Victoire au premier tour | Victoire au premier tour | Victoire au premier tour | Victoire au premier tour | Victoire au premier tour | Victoire au premier tour |
| Législatives 2016   |          | ER       | 63.98    |          | KPRF     | 13,03    |          | LDPR     | 8.29     |          | Rodina   | 3,19     | Tour unique              | Tour unique              | Tour unique              | Tour unique              | Tour unique              | Tour unique              | Tour unique              | Tour unique              |
| Présidentielle 2018 |          | ER       | 80,97    |          | KPRF     | 13,55    |          | LDPR     | 2,63     |          | GRANI    | 0,73     | Victoire au premier tour | Victoire au premier tour | Victoire au premier tour | Victoire au premier tour | Victoire au premier tour | Victoire au premier tour | Victoire au premier tour | Victoire au premier tour |
| Législatives 2021   |          | ER       | 47,34    |          | KPRF     | 31,02    |          | LDPR     | 4,35     |          | NL       | 3,08     | Tour unique              | Tour unique              | Tour unique              | Tour unique              | Tour unique              | Tour unique              | Tour unique              | Tour unique              |

## Économie

### Emplois
Au 10 janvier 2023, le raïon compte 1 263 personnes dans la population active. Parmi lesquelles, 801 personnes travaillent dans les PME du raïon, dont le tiers dans le secteur primaire.
| Répartition | 2023 |
| --- | ---- |
| Agriculture, foresterie, chasse, pêche et pisciculture | 352  |
| Exploitation minière | 0    |
| Industries manufacturières | 97   |
| Fourniture d'électricité, de gaz et de vapeur; climatisation ; Approvisionnement en eau; évacuation de l'eau, organisation de la collecte et de l'élimination des déchets, activités de lutte contre la pollution | 1    |
| Construction | 49   |
| Commerce de gros et de détail | 154  |
| Transport et stockage | 65   |
| Hôtellerie et restauration | 16   |
| Information et communications | 5    |
| Activités financières et d'assurance | 0    |
| Activités immobilières | 4    |
| Activités professionnelles, scientifiques et techniques | 11   |
| Activités administratives et services complémentaires associés | 8    |
| Administration publique et armée ; sécurité sociale | 1    |
| Éducation | 0    |
| Services de santé et services sociaux | 2    |
| Activités culturelles, sportives, de loisirs et de divertissement | 23   |
| Prestation d'autres types de services | 13   |
| Total | 801  |

### Entreprises
Au 10 janvier 2023, le raïon compte 518 petites et moyennes entreprises, parmi lesquelles se trouvaient 11 petites entreprises et 507 microentreprises (aucune moyenne entreprise). Sur le total, 254 sont impliquées dans le secteur primaire, soit 49 % du total, tandis que le second secteur est le commerce de gros et de détail, avec 114 entreprises, soit 22 du tout.
| Répartition | 2023 | 2023 (%) |
| --- | ---- | -------- |
| Agriculture, foresterie, chasse, pêche et pisciculture | 254  | 49       |
| Exploitation minière | 0    | 0        |
| Industries manufacturières | 43   | 8,3      |
| Fourniture d'électricité, de gaz et de vapeur; climatisation ; Approvisionnement en eau; évacuation de l'eau, organisation de la collecte et de l'élimination des déchets, activités de lutte contre la pollution | 1    | 0,2      |
| Construction | 21   | 4.1      |
| Commerce de gros et de détail | 114  | 22       |
| Transport et stockage | 25   | 4.8      |
| Hôtellerie et restauration | 16   | 3,1      |
| Information et communications | 5    | 1        |
| Activités financières et d'assurance | 0    | 0        |
| Activités immobilières | 2    | 0,4      |
| Activités professionnelles, scientifiques et techniques | 9    | 1.7      |
| Activités administratives et services complémentaires associés | 8    | 1,5      |
| Administration publique et armée ; sécurité sociale | 1    | 0,2      |
| Éducation | 0    | 0        |
| Services de santé et services sociaux | 2    | 0,4      |
| Activités culturelles, sportives, de loisirs et de divertissement | 5    | 1        |
| Prestation d'autres types de services | 12   | 2,3      |
| Total | 518  | 100      |

### Tourisme
Au  cours de l'année 2022, 16 600 personnes ont visité le comté, soit 2 100 personnes de plus (+14,48 %) par rapport à l'année 2021.

## Pour approfondir